# Jiska Ogier
Jiska Ogier (1994) is een Nederlandse jurist en ervaringsdeskundige op het gebied van toegankelijkheid en inclusie. Ze zet zich in voor juridische en maatschappelijke verbeteringen, met name op het gebied van toegankelijkheid in Nederland.

## Studie
Jiska Ogier studeerde notarieel recht aan de Universiteit Leiden en specialiseerde zich in de rechten van personen met een handicap (beperking). Tijdens haar studie richtte ze samen met anderen de stichting Wij Staan Op! op en deed ervaring op in politieke en maatschappelijke lobby. Ze was actief binnen de universiteit om onderwijs inclusiever te maken en werd genomineerd voor de ECIO Frank Award. Tijdens de coronacrisis pleitte ze voor toegankelijke zorg en onderwijs. Ze zet zich ook in voor toegankelijk woningen voor mensen met een beperking.

## VN-Verdrag Handicap
Het VN-verdrag inzake de rechten van personen met een handicap (vaak ingekort tot 'VN-verdrag Handicap') is een internationaal mensenrechtenverdrag van de Verenigde Naties (VN) met als doel om de rechten en waardigheid van personen met een handicap of beperking te beschermen. Het verdrag werd door de algemene vergadering van de Verenigde Naties aangenomen op 13 december 2006 en trad in werking op 3 mei 2008. Nederland heeft het verdrag geratificeerd op 14 juni 2016. Ogier is actief betrokken bij de implementatie van het VN-verdrag Handicap in Nederland. In 2024 vertegenwoordigde ze belangenbehartigers bij het VN-comité in Genève en pleitte voor een effectieve uitvoering van het verdrag. Daarnaast blijft ze betrokken bij publieke debatten en juridische ontwikkelingen rond inclusie. Ze geeft lezingen en trainingen over toegankelijkheid en validisme en werkt samen met overheden en organisaties aan onderzoeken en beleidsadviezen.